# 瓦伦丁·克伦普尔
瓦伦丁·克伦普尔（德語：Valentin Krempl，1904年4月15日—1944年），德国前男子雪车运动员。他曾代表德国参加1928年冬季奥林匹克运动会雪车比赛，联同汉斯·赫斯、塞巴斯蒂安·胡贝尔、汉斯·基利安和汉斯·内格勒获得男子五人铜牌。